# Kadru
Según el «Adi Parva» (el primer capítulo del Majábharata, texto épico del siglo III a. C.), Kadru era la hija del patriarca Daksa, la esposa del sabio Kásiapa, y la madre de los nagas.

## Etimología
- kadru, en el sistema AITS (alfabeto internacional para la transliteración del sánscrito).[1]
- कद्रू, en escritura devanagari del sánscrito.[1]
- Pronunciación: /kádru/.[1]
- Etimología: etimología dudosa, quizá provenga de la raíz kav, según el Unadi-sutra 4.102.[1]
  - kadru: rojizo, marrón rojizo, según el Taitiríia-samjitá y el Katiaiana-srauta-sutra.[1]
  - kadru, kadrus o kadrūs: un recipiente (de color marrón) para la droga soma, según el Rig-veda 8.45.26 (el texto más antiguo de la literatura de la India, de mediados del II milenio a. C.).[1]

En cambio en el Ramaiana, es hija de Kasiapa y Kroda Vasá (que es otra hija de Daksá, por lo que Kadru sería entonces la nieta de Daksá.
Rójini es una encarnación parcial de Kadru.